# Nicolau Calafat
Nicolau Calafat (Valldemossa, 1430 - Palma, 1500) fou un impressor, campaner i rellotger.
Construí i dirigí la primera impremta mallorquina, fundada per Bartomeu Caldentei. El seu nom apareix als col·lofons dels primers llibres impresos a Mallorca, Tractatus de regulismandatorum de Jean Gerson (1485) i Devota contemplació i meditacions de la via sacra de Francesc Prats. És probable que fos ell mateix qui va fabricar la `premsa i els seus accessoris. Segons un document de 1489, obria les matrius de les lletres, fonia els metalls i treia els abecedaris. El 1487 imprimí una Gramàtica llatina de Juan Pastrana i un any després acabà d'estampar el Breviari mallorquí a dues tintes.
Destacà també com a campaner i com a rellotger. Era l'encarregat de mantenir el rellotge públic de Ciutat i construí o perfeccionà els rellotges públics de Felanitx, Manacor i Artà. Està documentat com a fabricant de ballestes.